# Otávio Áscoli
Octavio Áscoli foi um político brasileiro.
Era presidente da Câmara dos Vereadores, quando, conforme a legislação de então, assumiu o cargo de prefeito de Nova Iguaçu (Rio de Janeiro) de 1920 a 24 de novembro de 1922, por causa da morte do titular, Ernesto França Soares.
Seu segundo mandato de prefeito ocorreu após eleição realizada em 18 de maio de 1924, tendo assumido o cargo em 12 de junho do mesmo ano, até 6 de maio de 1927.